# Wielki Las (Pisz)
Wielki Las (deutsch Wielgilasz, 1905 bis 1945 Tannenheim) ist ein Dorf in der polnischen Woiwodschaft Ermland-Masuren und gehört zur Gmina Pisz (Stadt- und Landgemeinde Johannisburg) im Powiat Piski (Kreis Johannisburg).

## Geographische Lage
Wielki Las liegt im östlichen Süden der Woiwodschaft Ermland-Masuren, zwölf Kilometer südwestlich der Kreisstadt Pisz (deutsch Johannisburg).

## Geschichte
Das nach 1818 Wielkilass, nach 1871 Wielgilass und bis 1905 Wielgilasz genannte Dorf wurde 1699 als Schatullsiedlung mit zwei Hufen und 20 Morgen gegründet und bestand aus mehreren kleinen Höfen und Gehöften. Zwischen 1874 und 1945 war es in den Amtsbezirk Kullik (polnisch Kulik) eingegliedert.
Im Jahre 1910 zählte das Dorf 80 Einwohner. Ihre Zahl stieg bis 1933 auf 115 und belief sich 1939 auf 101.
Als 1945 in Kriegsfolge das südliche Ostpreußen an Polen überstellt wurde, betraf das auch das Dorf Tannenheim. Es erhielt die polnische Namensform „Wielki Las“ und ist heute eine Ortschaft innerhalb der Stad- und Landgemeinde Pisz (Johannisburg) im Powiat Piski (Kreis Johannisburg), bis 1998 der Woiwodschaft Suwałki, seither der Woiwodschaft Ermland-Masuren zugehörig. Im Jahre 2011 zählte Wielki Las 150 Einwohner.

## Kirche
Bis 1945 war Wielgilasz resp. Tannenheim in die evangelische Kirche Turoscheln (1938 bis 1945 Mittenheide, polnisch Turośl) in der Kirchenprovinz Ostpreußen der Kirche der Altpreußischen Union sowie in die römisch-katholische Kirche Johannisburg im Bistum Ermland eingepfarrt.
Heute gehört Wielki Las katholischerseits zur Pfarrei Turośl im Bistum Ełk der Römisch-katholischen Kirche in Polen. Die evangelischen Einwohner orientieren sich zur Kirchengemeinde in Pisz in der Diözese Masuren der Evangelisch-Augsburgischen Kirche in Polen.

## Verkehr
Wielki Las liegt an einer Nebenstraße, die von Ruciane-Nida (Rudczanny-, 1938 bis 1945 Niedersee-Nieden) über Wiartel ((Groß) Wiartel) bis nach Łacha in der Woiwodschaft Podlachien führt. Außerdem enden innerorts Straßen aus den Nachbardörfern Anuszewo (Annussewen, 1938 bis 1945 Brennerheim) bzw. Uściany Stare (Alt Uszanny, 1905 bis 1945 Grünheide). Eine Bahnanbindung gibt es nicht.